# Жвиргждаускас, Томас
Томас Жвиргждаускас (лит. Tomas Žvirgždauskas; 18 марта 1975, Тракай) — литовский футболист, защитник. Выступал за сборную Литвы.

## Биография
Воспитанник вильнюсских футбольных школ «Жальгирис» и «Панерис», первый тренер Юозас Миняускас. Во взрослом футболе дебютировал в сезоне 1991/92 в составе «Жальгириса» и за первые два сезона сыграл 23 матча в чемпионате Литвы. Чемпион Литвы 1991/92, серебряный призёр чемпионата и обладатель Кубка Литвы сезона 1992/93. Летом 1992 года сыграл два матча в Кубке чемпионов. Однако в 1993 году на время потерял место в основе клуба, осеннюю часть сезона 1993/94 провёл в вильнюсском «Нерисе», а затем играл в низших лигах за «Гележинис Вилкас» и «Жальгирис-2». Только летом 1995 года вернулся в основу «Жальгириса», сыграв за половину сезона 15 матчей в чемпионате и 4 игры в Кубке УЕФА. В ходе сезона 1995/96 впервые перешёл в зарубежный клуб — «Нествед» из высшего дивизиона Дании, но сыграв 4 матча, вернулся в родной клуб. Осенью 1996 года провёл свои последние матчи за «Жальгирис».
В начале 1997 года перешёл в клуб высшего дивизиона Польши «Полония» (Варшава). Дебютировал в чемпионате 5 марта 1997 года в матче против познанского «Леха». Всего провёл в «Полонии» пять лет, сыграв 112 матчей в чемпионате Польши, также регулярно играл в еврокубках. В разные годы вместе с ним в «Полонии» выступали другие литовские игроки — Гражвидас Микуленас, Донатас Венцявичюс, Робертас Пошкус. В 2000 году вместе с варшавским клубом победил в чемпионате и Суперкубке Польши, в 2001 году — в Кубке страны.
В начале 2002 года перешёл в другой польский клуб — «Видзев» (Лодзь), провёл в его составе 10 матчей в высшем дивизионе за полгода. Летом 2002 года пытался устроиться в израильский клуб «Хапоэль» (Беэр-Шева), но безуспешно.
В 2002 году перешёл в шведский клуб «Хальмстад». Дебютировал в высшем дивизионе Швеции 23 сентября 2002 года в матче против «Хельсингборга». Всего провёл в клубе 10 сезонов, сыграв за это время 211 матчей и забив 6 голов в чемпионате. В 2004 году со своим клубом стал вице-чемпионом Швеции, в сезоне 2005/06 дошёл до группового турнира Кубка УЕФА. По итогам сезона 2011 года клуб вылетел из высшего дивизиона, заняв последнее место, после этого руководство решило не продлевать контракт с игроком и он завершил карьеру. Занял пятое место в голосовании на лучшего игрока «Хальмстада» 2000-х годов, проводившемся в 2020 году.
Выступал за молодёжную сборную Литвы, провёл 5 матчей в двух отборочных кампаниях молодёжного чемпионата Европы. Всего за молодёжную команду сыграл 30 матчей[уточнить].
В национальной сборной Литвы дебютировал 26 июня 1998 года в товарищеском матче против Азербайджана. Долгое время был основным защитником сборной страны, сыграв за 13 лет 56 матчей за команду, из них 33 матча — в отборочных турнирах чемпионатов мира и Европы. В 2008 году объявлял о завершении карьеры в сборной, однако в марте 2011 года вернулся на товарищеский матч против Польши, где вышел на замену, и на отборочный матч против Испании, где остался в запасе.

## Личная жизнь
В детстве Томас помимо футбола занимался баскетболом, отец также хотел записать его на бокс, но мать, доктор по профессии, отговорила его. Его отец умер в 1993 году от инфаркта.
Супруга Аушра, по профессии бухгалтер. Дети — Юстас, в детстве занимался футболом, и Патрисия — тренер по теннису.
После окончания игровой карьеры Томас с семьёй живёт в Хальмстаде. По состоянию на 2020 год работал водителем грузовика.
Из-за сложной в произнесении фамилии, во многих странах её сокращали — в Литве игрока называли Жвиргждас (Žvirgždas), в Польше — Звирац (Zvirac), в Швеции — Звирре (Zvirre).

## Достижения
- Чемпион Литвы: 1991/92
- Серебряный призёр чемпионата Литвы: 1992/93
- Обладатель Кубка Литвы: 1992/93
- Финалист Кубка Литвы: 1991/92
- Чемпион Польши: 1999/2000
- Обладатель Кубка Польши: 2001
- Обладатель Кубка Польской Лиги: 2000
- Обладатель Суперкубка Польши: 2000
- Серебряный призёр чемпионата Швеции: 2004